# Странске
Странске (словац. Stránske) — село, громада округу Жиліна, Жилінський край, регіон Раєцка котліна. Кадастрова площа громади — 18,75 км².
Населення 848 осіб (станом на 31 грудня 2017 року).

## Історія
Странске згадується 1368 року.

## Населення
| Рік:            | 1994. | 2004.   | 2014.    | 2024.    |
| --------------- | ----- | ------- | -------- | -------- |
| Кількість осіб: | 697   | 686     | 788      | 950      |
| Різниця:        |       | -1,57 % | +14,86 % | +20,55 % |

| Рік:            | 2023. | 2024.   |
| --------------- | ----- | ------- |
| Кількість осіб: | 946   | 950     |
| Різниця:        |       | +0,42 % |